# تشارلز غرايسون
تشارلز غرايسون (بالإنجليزية: Charles Grayson)‏ هو كاتب سيناريو وكاتب أمريكي، ولد في 24 يوليو 1910 في آيوا في الولايات المتحدة، وتوفي في 15 مايو 2009 في كلاتسكسن في الولايات المتحدة.